# Alberto Ginés López
Alberto Ginés López, född 23 oktober 2002 i Cáceres är en spansk professionell sportklättrare.
Lopez började klättra tillsammans med sina föräldrar som liten och 2016 flyttade han till Barcelona för att träna inför olympiska sommarspelen 2020 i Tokyo.
Som junior vann han en silvermedalj i klass B i grenen lead vid juniorvärldsmästerskapen i Innsbruck år 2017. Två år senare kom han på andra plats i samma gren vid europamästerskapen i Edinburgh och 2021 tog han, som den första någonsin, guld i herrklassen i kombination vid de olympiska spelen i Tokyo.
Vid europamästerskapen i München år 2022 tog han brons i både lead och kombination.